# L-imħabba
A L-imħabba (magyarul: Szerelem) egy dal, amely Máltát képviselte az 1972-es Eurovíziós Dalfesztiválon. A dalt Helen és Joseph adta elő máltai nyelven.
A  dal a máltai nemzeti döntőn nyerte el az indulás jogát.
A dal a fesztiválon 48 pontot szerzett, amivel az utolsó helyet érte el a versenyen.